# Megalo Chorio
Megalo Chorio (řecky Μεγάλο Χωριό), je město na ostrově Agathonisi a je hlavním sídlem stejnojmenné obce. Je jedním ze 2 sídel na ostrově.

## Obyvatelstvo
Podle sčítání v roce 2011 mělo město 168 obyvatel.